# Bilabiale klik
De bilabiale klik is een groep van kliks die voorkomen in de Tuu talen, het ǂHõã en Damin. Het symbool in het Internationaal Fonetisch Alfabet voor deze klank is ʘ. De bilabiale klik kent onder andere de volgende versies:
- [k͡ʘ]? of [ʘ͡k]? stemloze velaire bilabiale klik
- [ɡ͡ʘ]? of [ʘ͡ɡ]? stemhebbende velaire bilabiale klik
- [ŋ͡ʘ]? of [ʘ͡ŋ]? nasale velaire bilabiale klik
- [q͡ʘ]? of [ʘ͡q]? stemloze uvulaire bilabiale klik
- [ɢ͡ʘ]? of [ʘ͡ɢ]? stemhebbende uvulaire bilabiale klik
- [ɴ͡ʘ]? of [ʘ͡ɴ]? nasale uvulaire bilabiale klik

## Kenmerken
- De manier van articulatie is een luide, affricaat-achtige vrijlating.
- Er zijn twee articulatiepunten. Het voorste punt is bilabiaal. Het achterste punt is velaar of uvulaar.
- Een bilabiale klik kan zowel oraal als nasaal zijn.
- Het is een centrale medeklinker.
- Het luchtstroommechanisme is linguaal-ingressief.

Deze pagina bevat fonetische informatie in het IPA, die in sommige browsers mogelijk niet correct wordt weergegeven.
Waar symbolen in paren voorkomen, vertegenwoordigt het rechter teken een stemhebbende medeklinker. Gearceerde gebieden bevatten medeklinkers die worden beschouwd als onuitspreekbaar.
Zie ook: IPA, Klinkers